# Argiope ponape
Espèce
Argiope ponape est une espèce d'araignées aranéomorphes de la famille des Araneidae.

## Distribution
Cette espèce est endémique de l'État de Pohnpei aux États fédérés de Micronésie. Elle se rencontre sur Pohnpei.

## Description
La femelle holotype mesure 15,8 mm.

## Étymologie
Son nom d'espèce lui a été donné en référence au lieu de sa découverte, Ponape.

## Publication originale
- Levi, 1983 : The orb-weaver genera Argiope, Gea, and Neogea from the western Pacific region (Araneae: Araneidae, Argiopinae). Bulletin of the Museum of Comparative Zoology, vol. 150, p. 247-338 (texte intégral).